# El Cid, la llegenda
El Cid, la llegenda (títol original en castellà: El Cid: La leyenda) és una pel·lícula animada espanyola estrenada el 19 de desembre de 2003, dirigida per José Pozo i basada en la història de Rodrigo Díaz de Vivar. En el seu moment va ser la pel·lícula espanyola d'animació més cara de la història. S'ha doblat al català.

## Argument
La vida de Rodrigo és la d'un fill d'un noble, entre l'educació en la cort, les aventures que comparteix amb la seva estimada, la filla del comte de Gormaz. No obstant això, Rodrigo Díaz de Vivar es veu embolicat en una sèrie de conspiracions palatines. El comte de Gormaz no està d'acord amb la relació de Rodrigo i la seva filla i insisteix que aquesta es casi amb el comte Ordóñez, encara que sap que aquesta el detesta. Un dia, Rodrigo li demana al comte de Gormaz la mà de la seva filla en matrimoni, aquest es nega i el repta a un duel d'espases, si el venç, podrà casar-se amb Jimena. Rodrigo es nega a lluitar amb el però el comte l'ataca, quan Rodrigo esquiva una de les escomeses del comte, aquest cau des de la torre. Amb el seu últim sospir li demana a Jimena que es casi amb Ordóñez, Jimena llavors abandona Rodrigo pensant que aquest ha matat al seu pare. En aquest mateix moment, Urraca, la germana del príncep Sancho li demana al seu servent i amant que assassini a Sancho, aquest ho fa i l'infant Alfons és proclamat rei. Durant la cerimònia de coronació, Rodrigo obliga a Alfonso a jurar que ell no va assassinar Sancho, Alfonso jura amb la mà sobre la Bíblia que ell no ho va fer. Furiós, Alfonso bandeja Rodrigo de Castella perdent tots els seus títols i possessions. Rodrigo fuig cap a Saragossa on els seus amics li segueixen. A Saragossa, Rodrigo i els seus amics rescaten al rei taifa de Saragossa del seu castell que ha estat atacat per les forces de Ben Yusuf, un tirà àrab que desitja conquistar els regnes castellans. Rodrigo és nomenat comandant en cap de les forces del rei taifa saragossà i al costat de les seves tropes conquista molts castells que pertanyen a Ben Yusuf.
Un dia, Rodrigo rep una carta del rei Alfons de Castella. Encara que els seus amics insisteixen que és un parany, Rodrigo accepta trobar-se amb ell. Ja al castell d'Alfonso, aquest li demana que uneixi els seus exèrcits als seus, a canvi finalitzarà el seu desterrament i proposa anar a les fronteres, però Rodrigo insisteix a dirigir-se cap a València, perquè és allí on Yusuf planeja atacar. Alfonso, furiós per la negativa de Rodrigo ordena empresonar-lo. A la presó, Urraca, que està enamorada d'ell el visita i li dona una daga perquè assassini Alfonso. Rodrigo escapa de la presó i arriba a les estances d'Alfonso però no l'assassina i escapa del castell, abans va anar a veure a Jimena encara que comprova que aquesta encara li continua guardant rancor. Llavors, Alfonso convoca al pare de Rodrigo a la seva presència per a preguntar-li si va ser qui va alliberar Rodrigo, aquest ho nega i culpa a Urraca dels fets, llavors, Alfonso ordena a uns soldats que l'arrestin. Rodrigo marxa i Jimena també ho fa ja que ella no vol casar-se amb un home al qual no estima. El comte Ordóñez la persegueix però en una baralla entre tots dos, són capturats per soldats de Ben Yusuf. Rodrigo es topa amb les seves tropes i ja reorganitzats, Rodrigo i els seus amics es colen al castell de Yusuf, però els seus soldats rebutgen a les tropes de Rodrigo i amenaça amb decapitar Jimena pel que Rodrigo es veu obligat a rendir-se i és empresonat.
A les presons de Yusuf, Rodrigo i els seus amics escapen de la presó i Garces, un dels amics de Rodrigo, aconsegueix obrir el rasclet, per la qual cosa els homes de Rodrigo aconsegueixen penetrar dins del castell, però quan Yusuf està en una de les torres amb Jimena, apareix Rodrigo el qual desafia a Yusuf. Enmig del duel, Jimena escapa però els homes de Rodrigo es veuen superats per les forces de Yusuf, però quan tot semblava perdut, a l'horitzó es veu com les forces d'Alfonso es dirigeixen al castell i entre tots aconsegueixen vèncer les tropes de Yusuf. Aquest no es rendeix i es disposa a matar Rodrigo, però Jimena li llança l'espasa i venç a Yusuf. Ja de retorn a Castella, Alfonso perdona Rodrigo i li concedeix la mà de Jimena en matrimoni. Ordóñez accepta i a més demana disculpes Rodrigo, que les accepta i el perdona.

## Vendes internacionals
Va ser venuda a gairebé 20 països, encara que en molts no tingués èxit, li va servir a la productora per a llançar una altra pel·lícula: Donkey Xote.

## Música
Entre les principals cançons de la seva banda sonora destaca "La fuerza de mi corazón", interpretada pel cantant portoriqueny Luis Fonsi i per Christina Valemi.

## Premis
- Goya a la millor pel·lícula d'animació[5]